# High Hopes (serie televisiva)
High Hopes è una sitcom realizzata in Galles, prodotta e diretta da Gareth Gwenlan per la BBC Wales e ambientata in una zona fittizia delle South Wales Valleys chiamata Cwm-Pen-Ôl (che è il termine gallese per 'Backside Valley'). Protagonisti sono Margaret John nel ruolo della vedova widow Elsie Hepplewhite, Robert Blythe nel ruolo di suo figlio Richard Hepplewhite, Steven Meo nel ruolo di Hoffman e Oliver Wood in quello di Charlie. 
La storia ruota intorno al figlio di Elsie, Richard (conosciuto come Fagin) e alla sua iniziativa imprenditoriale dubbia, assistita dai due ragazzi, che hanno tentato di rapinare la casa dei Hepplewhites nel primo episodio.
L'episodio pilota venne trasmesso dalla BBC in tutto il Regno Unito il 1º aprile 1999, con lievi differenze riguardo al cast e alla trama.
La serie è andata in onda dal 2002. La sesta e ultima stagione, composta da sei episodi, è stato trasmessa dalla BBC1 Galles settimanalmente a partire da martedì 11 novembre 2008.
Uno speciale in tre parti intitolato "Best Bits" e mostranti scene della serie ed interviste con il cast è stato trasmesso dalla BBC1 Wales dal 20 settembre al 4 ottobre 2009.